# Burloer Konvention

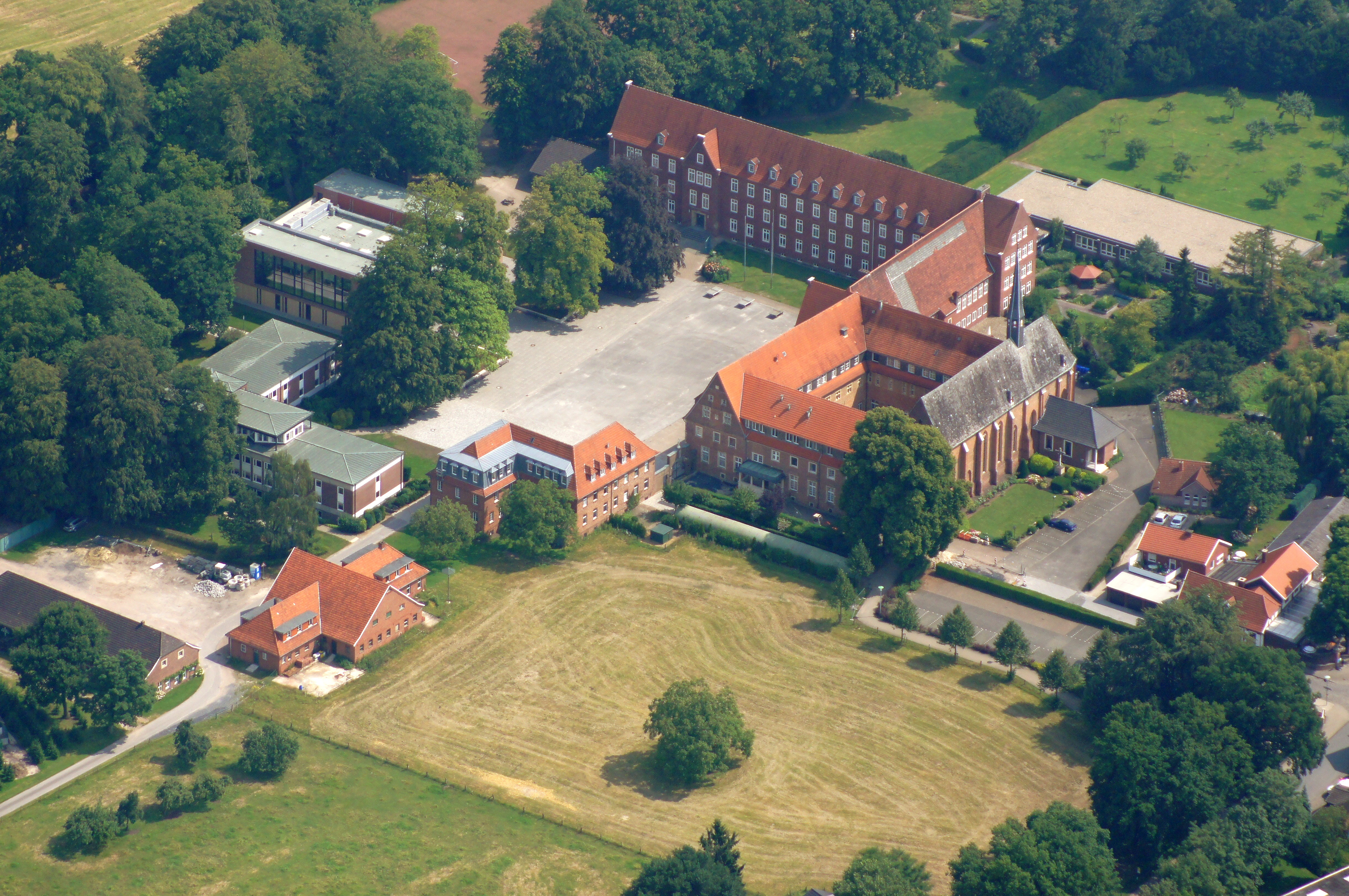
Der Tagungsort Kloster Mariengarden in Burlo

Mit der Unterzeichnung der Burloer Konvention endete 1765 ein Kongress, der die Frage der Grenze zwischen Deutschland und den Niederlanden im Bereich des Westmünsterlandes und des Achterhoeks zwischen Vreden und Eibergen im Norden sowie Dinxperlo bzw. Suderwick im Süden zum Gegenstand hatte.
Der Name geht auf das auf deutscher Seite gelegene Grenzdorf Burlo zurück. Hier trafen sich die Delegationen im Kloster Mariengarden, das unweit der Grenze ungefähr in der Mitte des fraglichen Grenzabschnitts liegt. Am 19. Oktober 1765 wurde mit der Unterzeichnung der Burloer Konvention die Staatsgrenze zwischen dem Herzogtum Geldern als Provinz der Vereinigten Niederlande und dem Hochstift Münster endgültig festgelegt. Die damals getroffenen Regelungen haben im Wesentlichen bis heute Bestand.

## Vorgeschichte

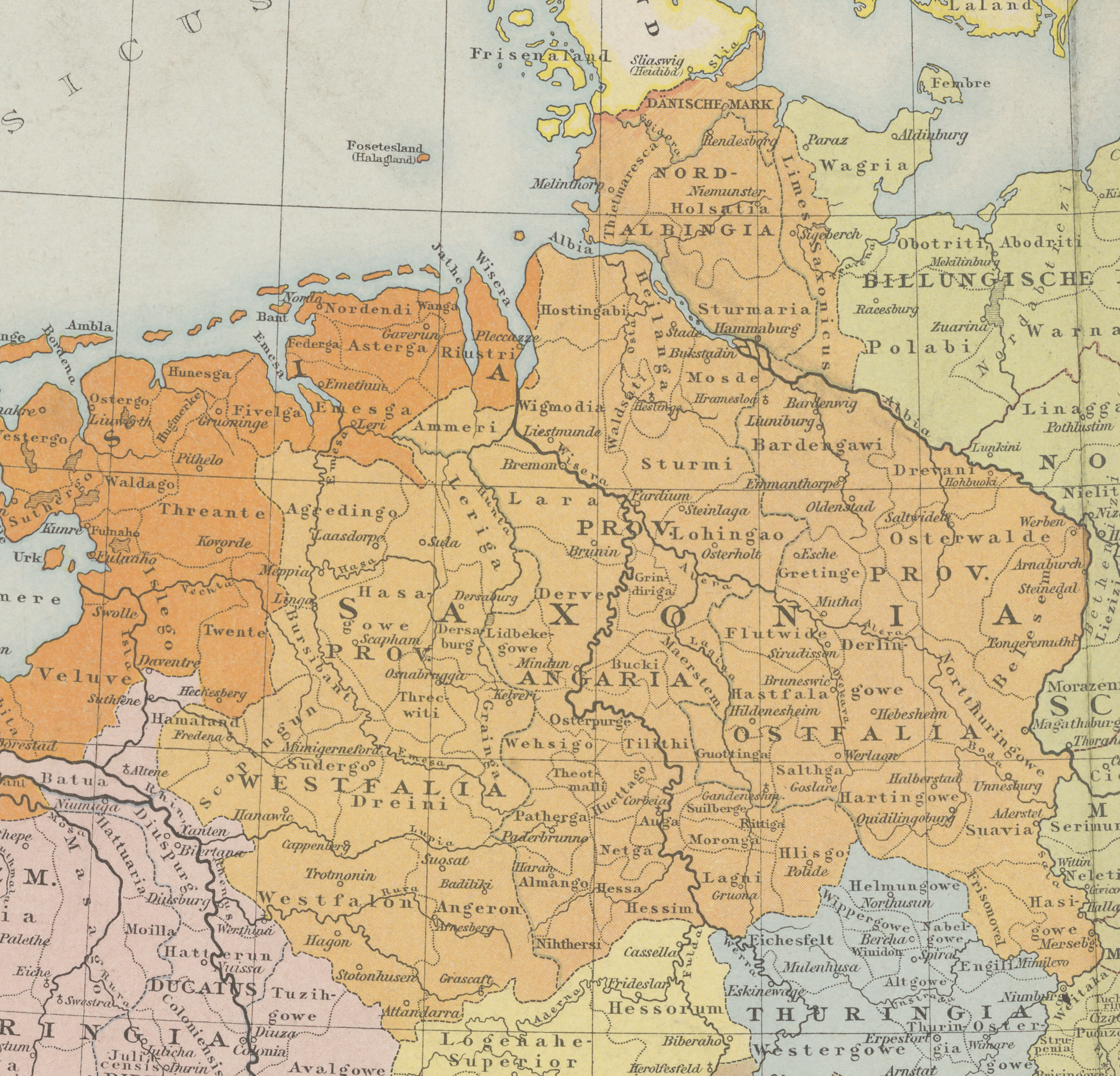
Das Stammesherzogtum Sachsen um das Jahr 1000

Im Zuge der Völkerwanderung besetzten die Sachsen den Raum östlich der IJssel und verdrängten damit die ursprünglich hier ansässig gewesenen fränkischen Stämme, wobei die Franken im Hamaland einen Streifen rechts der IJssel behaupten konnten. Damit bildete sich am Übergang von der Spätantike zum Frühmittelalter im heutigen westmünsterländisch-niederländischen Grenzraum eine ethnologische Grenze aus. Diese Linie blieb über lange Zeit im Wesentlichen unangetastet; sie verlief durch den westlich und nördlich von Hengelo, Lichtenvoorde, Borculo und Eibergen verlaufenden Moor- und Heidegürtel. Große Bereiche des heute niederländischen Achterhoeks waren als Teil des sächsischen Gebietes damals westfälisch. Noch bis zum Zweiten Weltkrieg besaß die Staatsgrenze im Westen der Kreise Ahaus und Borken als Dialektscheide keine nennenswerte Bedeutung – ein Zeichen für die über Jahrhunderte gewachsenen und erhaltenen engen nachbarschaftlichen Beziehungen.
Nachdem Karl der Große in den Sachsenkriegen siegreich geblieben war und das Stammesherzogtum Sachsen in sein Fränkisches Reich eingegliedert hatte, setzte er Liudger als ersten Bischof von Münster ein. Dessen Missionsgebiet endete im Westen an der Grenze des ehemaligen Stammesherzogtums der Sachsen. Diese Grenze war auch die Westgrenze des Bistums Münster, dessen Urpfarren hier Winterswijk, Zelhem und Groenlo waren. Die Westgrenze der Diözese Münster lief − ungeachtet aller Änderungen der territorialen Zugehörigkeit − bis 1823 durch das heutige Gelderland.
Im ausgehenden 12. Jahrhundert bildete sich auf der deutschen Seite der heutigen Staatsgrenze das Hochstift Münster als beherrschende Macht heraus, nachdem das Herzogtum der Sachsen nach der Entmachtung Heinrichs des Löwen zerfiel. In der Folge gelangten auch eine Reihe kleinerer Territorien ehemals eigenständiger Herrensitze in den Einflussbereich der Münsterschen Fürstbischöfe, die ihr weltliches und seelsorgerisches Herrschaftsgebiet zur Deckung zu bringen versuchten.

Herrschaft Lohn um 1154

So fiel die Herrschaft Lohn, die sich grenzüberschreitend vom Gebiet um Stadtlohn und Südlohn bis nach Bredevoort erstreckte, im Jahr 1316 an das Hochstift. Jedoch machte auch die Grafschaft Geldern Ansprüche auf Bredevoort geltend. Dieser als Geldrische oder Bredevoorter Fehde bekannt gewordene Streit wurde erst zehn Jahre später, am 28. Juni 1326, mit dem Friedensschluss von Wesel beigelegt. Darin trat Fürstbischof Ludwig II. die Burg Bredevoort an den Utrechter Bischof Johann von Dienst ab. Die Gerichte Winterswijk, Dinxperlo und Aalten gingen pfandweise an Rainald II., Graf von Geldern. Das Pfand im Gegenwert von 3500 Mark wurde nie eingelöst und so gelangte die Herrlichkeit Bredevoort unter geldrischen Einfluss.
Wie Breedevoort ging auch die sich nördlich anschließende Herrschaft Borculo, seit 1406 ein Münstersches Lehen, im Laufe der Zeit im Herzogtum Geldern auf. Nach dem Tode des kinderlos gebliebenen Joost von Bronckhorst im Jahr 1553 zog Bischof Wilhelm Ketteler das Lehen ein und gewährte Joosts Witwe Maria von Hoya ein lebenslanges Nießbrauchsrecht. Wilhelm musste sich jedoch mit Joosts Cousine Irmgard zu Limburg-Styrum auseinandersetzen, die Ansprüche auf die Herrlichkeit erhob. Ein 1570 gefälltes Urteil des Münsterschen Lehensgerichtes zugunsten des Bischofs wurde vom Reichskammergericht in Speyer bestätigt. Im Jahr 1612 rief Irmgards Enkel, Jobst von Limburg-Styrum, erfolgreich den geldrischen Hof zu Arnhem an. Obwohl Geldern nie die Gerichtsbarkeit über Borculo innehatte, besetzte Jobst die Herrlichkeit und vertrieb die Münsterschen Verwalter. Da die Bischöfe in den Wirren der Religionskriege ihren Anspruch nicht durchsetzen konnten, gelangte Borculo so in den Herrschaftsbereich der geldrischen Fürsten. Daran konnten weder das 1642 erneuerte Urteil des Reichskammergerichtes noch die späteren, erfolglosen Versuche Christoph Bernhard von Galens, Borculo mit militärischen Mitteln zurückzuerobern, etwas ändern.
Auf deutscher Seite gelangten Anfang des 15. Jahrhunderts im fraglichen Grenzabschnitt die Herrschaft Ahaus und die Burg Ottenstein in fürstbischöflichen Besitz. Herrschaft, Burg, Stadt und Gericht Ahaus wurden 1406 käuflich erworben, Ottenstein fiel nach fast zweijähriger Belagerung der Burg (Ottensteiner Fehde) in Münstersche Hände. Lediglich die Herrschaft Gemen konnte ihre Unabhängigkeit von Geldern und Münster bis zum Ende des Reiches erfolgreich bewahren. Damit war die spätere Staatsgrenze als Ostgrenze der Herrschaften Bredevoort und Borculo im Wesentlichen zementiert.
Trotz der vielfältigen Konflikte bestanden im ausgehenden Mittelalter zwischen dem Westmünsterland und den niederländischen Zentren an der IJssel rege Handelsbeziehungen. Parallel zu den Flüssen Issel, Bocholter Aa, Schlinge, Berkel und Ahauser Aa zogen die Handelswege westwärts zur IJssel, wo die Hansestädte Zutphen und Deventer für Westfalen Zugang zu weiter entfernten Absatzmärkten waren. Die Bedeutung dieser Beziehungen ließ nach, nachdem die IJssel infolge der Elisabethenflut 1421 versandete. Hinzu kam, dass die Nord- und Ostseezentren an Bedeutung zugunsten der Hochseehäfen am Atlantik verloren. Der Handel kam spätestens um 1570, nach Ausbruch des Achtzigjährigen Krieges, der auch das Westmünsterland stark in Mitleidenschaft zog, weitgehend zum Erliegen.

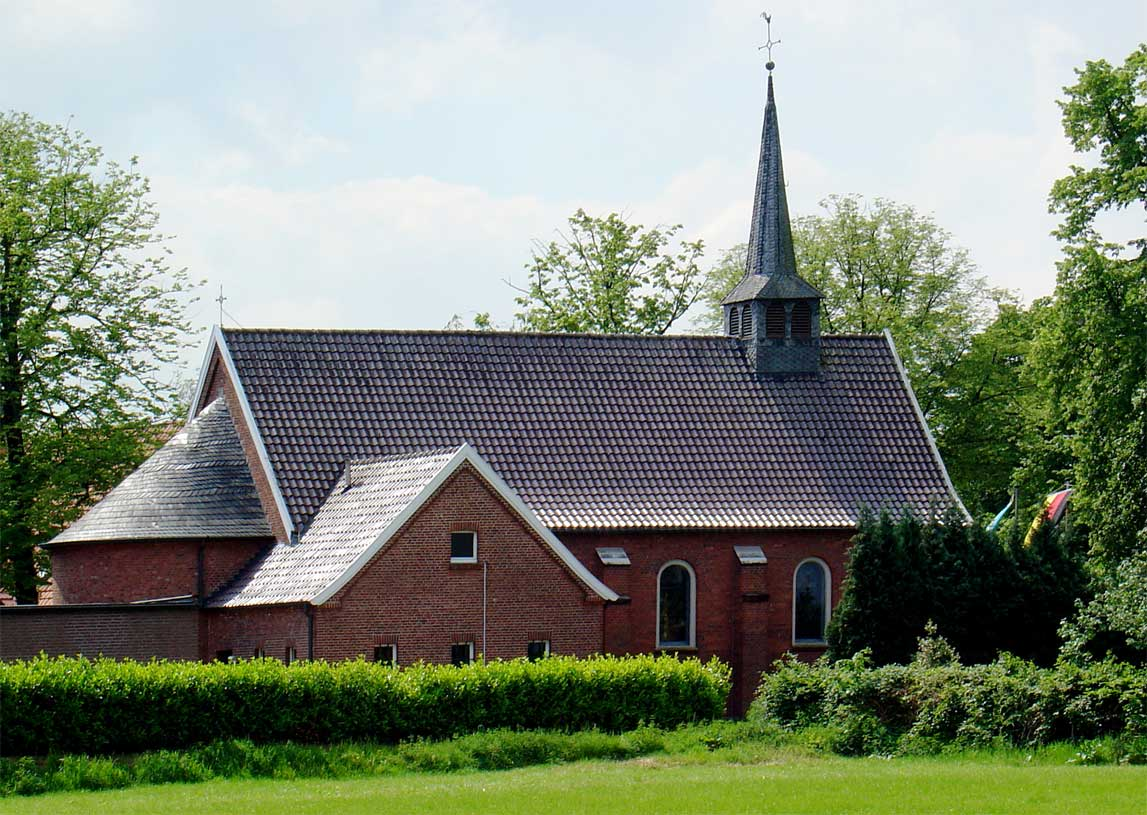
Ehemalige Notkapelle St. Antonius v. Padua in Oldenkott

Mit dem Frieden von Münster, der 1648 als Teil des Westfälischen Friedens den Achtzigjährigen Krieg beendete, wurde die niederländische Republik der Sieben Vereinigten Provinzen als unabhängiger Staat anerkannt. Damit war die Grenze zwischen dem ehemaligen Herzogtum Geldern und dem Hochstift Münster, die zuvor zwei Territorien innerhalb des Heiligen Römischen Reiches Deutscher Nation trennte, zur Staatsgrenze geworden. Gleichzeitig war sie nun auch Religionsgrenze zwischen den calvinistisch ausgerichteten niederländischen Generalstaaten und dem römisch-katholischen Hochstift Münster. Da den niederländischen Katholiken die Ausübung ihres Glaubens verboten war, ließ Bischof Christoph Bernhard von Galen für sie entlang der Grenze auf deutscher Seite mehrere Notkapellen anlegen. Dabei handelte es sich um meist einfache Gotteshäuser aus Holz oder Torf, die den Gläubigen aus den Niederlanden den Kirchenbesuch ermöglichen sollten. Allerdings wurden die Grenzgänger bisweilen von den örtlichen Behörden bei der Ausübung ihrer Religion behindert.

## Grenzkonflikte

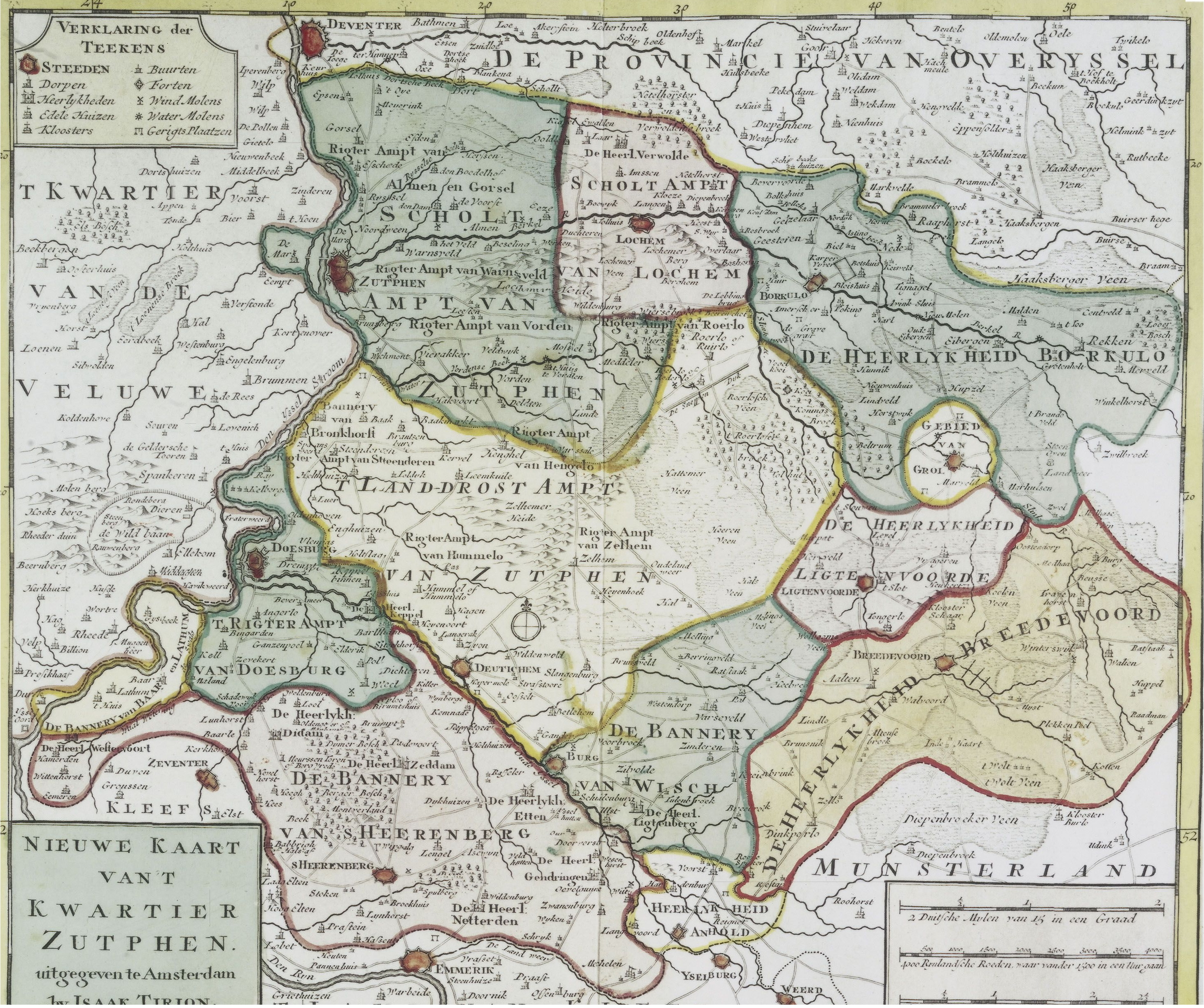
Karte des Achterhoeks von 1757

Im Grenzverlauf gab es einige alte Fixpunkte, die seit Jahrhunderten unumstritten geblieben waren. So markiert z. B. der St.-Vitus-Stein den gemeinsamen Grenzpunkt der Gemeinden Winterswijk, Vreden und Südlohn sowie historisch auch Stadtlohn. Wie auch der benachbarte Hakenstein ersetzte er bereits 1753, zwölf Jahre vor Unterzeichnung der Burloer Konvention, eine alte Grenzmarkierung. Anders sah dies entlang weiter Strecken der Grenzlinie aus. Diese verlief damals zu einem Großteil durch unwegsames Moor-, Bruchwald- und Heidegelände, das heute noch in Resten vorhanden ist (Burlo-Vardingholter Venn, Zwillbrocker Venn, Ammeloer Venn). Als man von beiden Seiten der Wildnis zu Leibe rückte, um Torf zu stechen oder Kulturland zu gewinnen, blieben kleinere Grenzstreitigkeiten nicht aus. Konflikte gab es auch über Holzeinschlag, Plaggenstich und Viehtrift. In der Folge versuchte man, den exakten Grenzverlauf zunächst durch Pfähle kenntlich zu machen. So wurden im Bereich des Burlo-Vardingholter Venns Pfähle gesetzt, nachdem 1726 ein Streit zwischen Vardingholter und Wooldser Bürgern geschlichtet werden musste. Dem Witterungseinfluss ausgesetzt, verrotteten die Pfosten jedoch schon bald und wurden im Laufe der Jahre unkenntlich, so dass die ursprünglichen Unklarheiten über den Verlauf der Trennlinie wieder aufkamen.
Erste Bemühungen zur Festlegung eines genauen Grenzverlaufs sind für das Jahr 1538 belegt. Auch das Burloer Kloster spielte bereits vor der Konferenz vom Oktober 1765 mehrfach eine Rolle bei den Versuchen, die Grenzfrage einvernehmlich zu klären. Bereits am 29. Mai 1656 wurde hier eine Abmachung getroffen, die jedoch nicht von dauerhafter Natur war. Ein weiteres, 1667/68 nach langwierigen Verhandlungen erzieltes Ergebnis hatte ebenfalls keinen langfristigen Bestand. Übergriffe der Grenzbewohner, aber auch die kriegerischen Aktivitäten des als Bomben-Bernd bekannt gewordenen Fürstbischofs Christoph Bernhard von Galen in der zweiten Hälfte des 17. Jahrhunderts, stellten die ausgehandelten Kompromisse immer wieder in Frage.

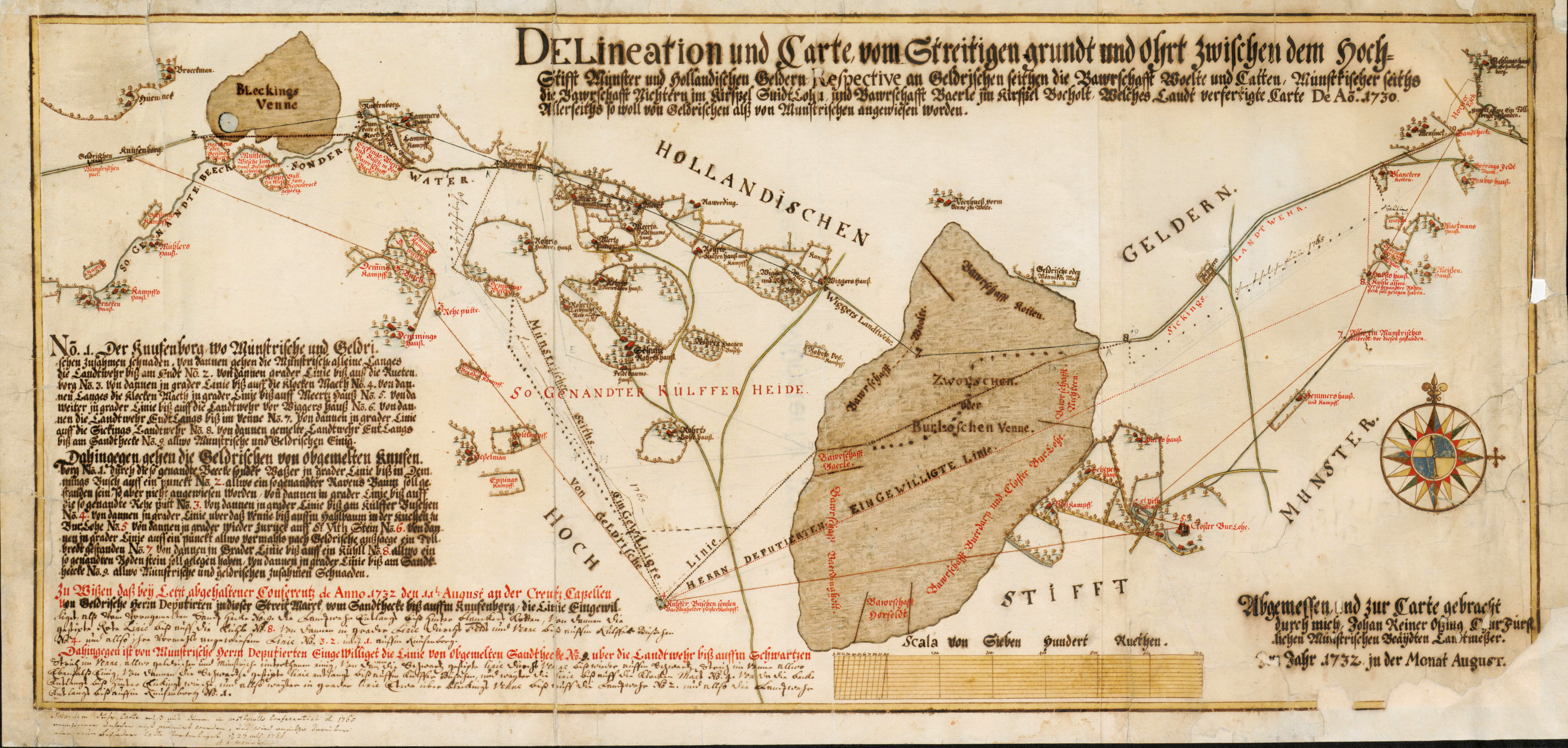
Unterschiedliche Grenzauffassungen und Kompromisslinie von 1730/32 bei Burlo

Der Einleitungstext zur Burloer Konvention nimmt Bezug auf „im Jahr 1732 angefangene und damahls fruchtloos abgebrochene Conferentzen“. Im Vorfeld dieser bilateralen Beratungen waren vom fürstbischöflichen Landvermesser Johann Reiner Ossing detaillierte Karten ausgearbeitet worden, die die unterschiedlichen Auffassungen über den Verlauf der Grenze darstellen. Unklarheiten über den Grenzverlauf bestanden
- im Bereich der Rietstapper Brücke bei Dinxperlo über die Zugehörigkeit des Hellwegs, der von Geldern in voller Breite beansprucht wurde, während die Münsterische Seite die Straßenmitte als Trennlinie ansah,
- über einen schmalen Streifen Grenzlandes zwischen dem östlichen Reyerdings Venn und der Kreuzkapelle bei Barlo,
- im Grenzbereich von Vardingholt über Burlo bis zum Sandheck bei Oeding, darunter große Teile des Klostervenns,
- in einem Bereich nordöstlich von Oeding bis zum Südlohner Hakenpfahl,
- in kleinerem Ausmaß im Vredener Bereich Vennwertloo,
- im Zwillbrocker Venn, wo die geldrische Seite ihren Anspruch auf große Teile des Moores durchzusetzen versuchte,
- sowie in kleinerem Ausmaß in der Vredener Bauerschaft Crosewick.

Im August 1732 wurde man sich über den Grenzverlauf im Bereich des Amtes Ahaus vorerst einig. Der Grenzverlauf entsprach hier den Regelungen, wie sie einige Jahrzehnte später in Burlo endgültig festgelegt werden sollten. Mangelnder Einigungswille im Bereich des Amtes Bocholt ließ jedoch die Einigung als Ganzes platzen, und die Übergriffe auf vermeintlich fremdes Territorium gingen hüben wie drüben unvermindert weiter.

## Burloer Konvention vom 19. Oktober 1765

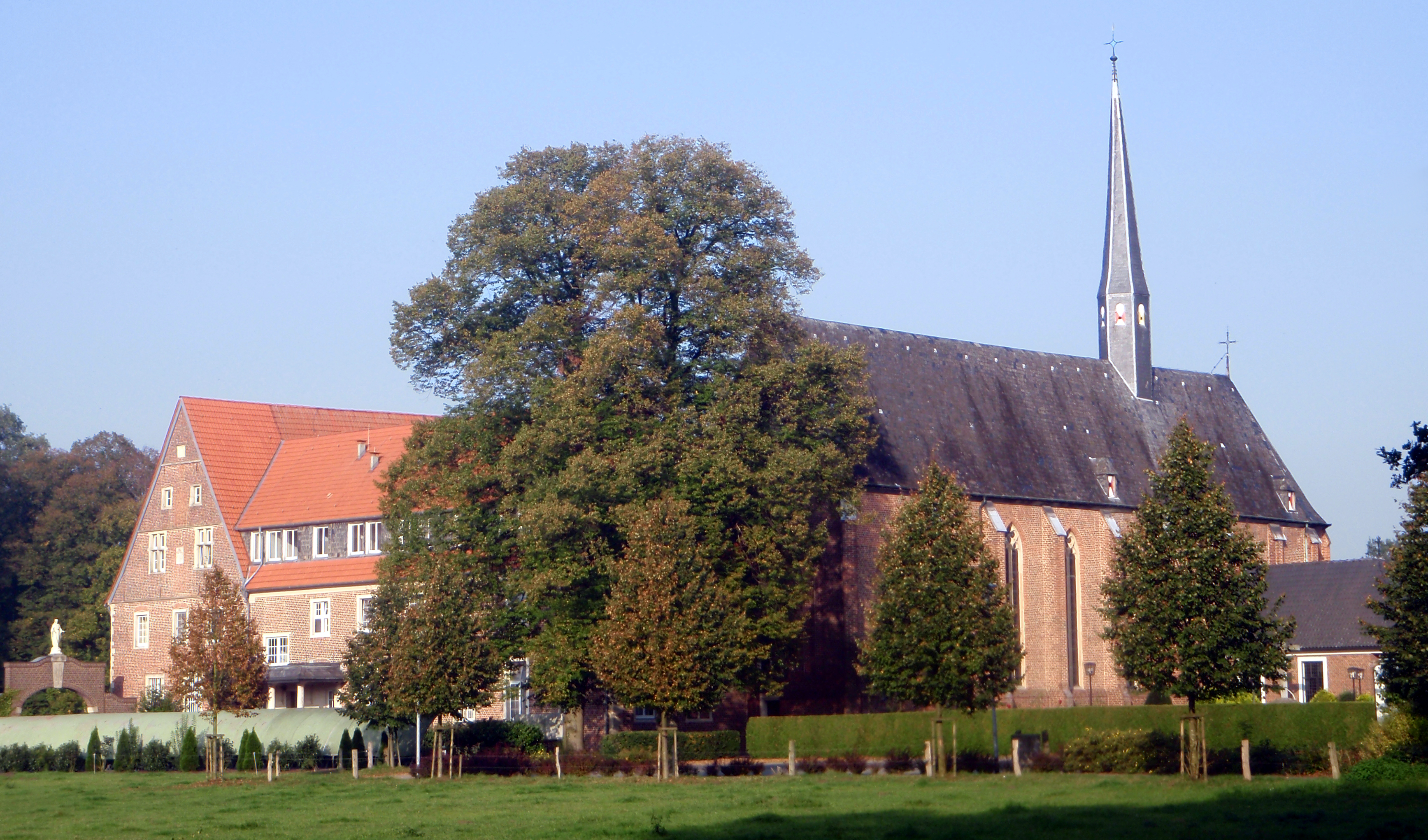
Kloster Mariengarden und Kirche St. Marien in Burlo

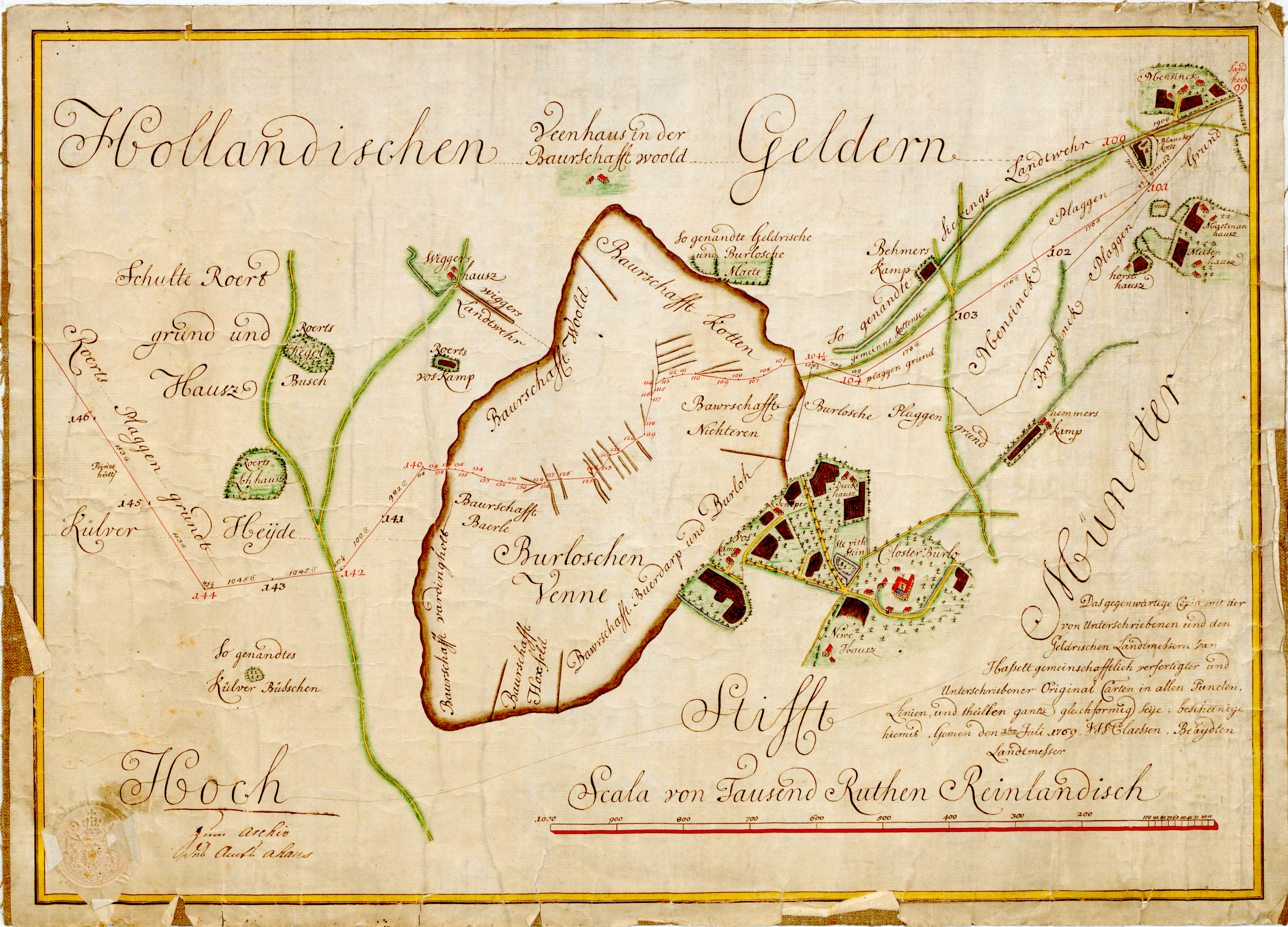
Grenze bei Burlo gemäß Konvention von 1765 (Claessen 1769)

Mehrere Grenzzwischenfälle, u. a. in Burlo und Zwillbrock, veranlassten die Parteien beiderseits der Grenze, die 1732 abgebrochenen Verhandlungen zur Klärung der Grenzfrage wieder aufzunehmen. Zum Tagungsort wurde das Burloer Kloster Mariengarden erwählt, das grenznah etwa in der Mitte des gemeinsamen Grenzabschnitts lag und die logistischen Voraussetzungen für den reibungslosen Ablauf der Konferenz bot. Der Beginn der Verhandlungen wurde auf den 30. September 1765 festgesetzt. Bei den Unterlagen, die im Vorfeld versandt wurden, waren noch einmal die strittigen und die 1732 bereits als gelöst betrachteten Punkte aufgeführt. Es wurde von fürstbischöflicher Seite aber auch noch einmal auf das Urteil des Reichskammergerichtes hingewiesen, wonach Teile des gelderschen Achterhoeks eigentlich dem Münsterschen Territorium zuzurechnen seien; die grundsätzliche Grenzlinie zwischen Münster und Geldern wurde jedoch nicht mehr in Frage gestellt.
Die Münsterische Seite traf sich einige Tage vorher, am 26. September 1765, zu einem Schnatgang am Gelders End, dem gemeinsamen Grenzpunkt mit Overijssel, wo man einen verrotteten Grenzpfahl vorfand. Innerhalb von nur drei Tagen inspizierte man die Grenze bis nach Anholt. Die geldrische Delegation traf in Winterswijk ebenfalls erstmals am 26. September zusammen, um in den Tagen bis zum Beginn der Konferenz Vorgespräche zu führen und einige Abschnitte der Grenze in Augenschein zu nehmen. Am Montag, 30. September 1765, begab man sich nach Burlo, wo Franz von Landsberg die gelderländischen Abgeordneten gegen 11 Uhr am Kloster empfing. Die Konferenz endete am 19. Oktober mit der Unterzeichnung der nach dem Tagungsort benannten Konvention.
Auf der Burloer Konferenz von 1765 und ihrer im Oktober 1766 in Burlo und Winterswijk abgehaltenen Folgekonferenz im Nachgang zur „Versteinung“ der Grenze (dem Aufstellen von Grenzsteinen) wurde nicht nur deren Verlauf im Detail festgelegt, sondern es wurden auch alte Markenrechte betreffend Torfstich, Plaggenmahd und Viehtrift behandelt. Beim Weiderecht wurde unterschieden zwischen dem ius pascendi (lateinisch: das Recht zu beweiden) und ius compascuum ductu naturae (Mitweiderecht gemäß dem natürlichen Gang). Das ius pascendi räumte den Hirten das Recht ein, ihr Vieh aktiv ins Weideland jenseits der Grenze zu treiben. Nach dem ius compascuum ductu naturae konnten Schafe und Rinder zwar aus eigenem Antrieb auf benachbartes Gelände wechseln, durften aber von den Bauern nicht gezielt dorthin geführt werden. Die diesbezüglich getroffene Vereinbarung sah vor, dass das Vieh gemäß dem ius compascuum ductu naturae beiderseits der Grenze weiden durfte, es durfte jedoch nicht vom Hirten auf fremdes Territorium geleitet werden. Zum Schutz der Äcker vor den Schafen wurden für deren Wechsel auf die jeweils andere Seite eigens Übergänge zwischen den Feldern angelegt.
Der Hellweg (Heelweg) zwischen Dinxperlo und Suderwick wurde mit voller Straßenbreite der geldrischen Seite zugeschlagen; die Grenze verläuft dort heute entlang der Bordsteinkante auf deutscher Seite. Es wurde jedoch vereinbart, dass die Straße münsterischerseits als traditioneller Prozessionsweg weiterhin genutzt werden durfte. Dennoch kam es am 28. Juni 1767 zu schweren Ausschreitungen, als die Prozession am Zug über den Hellweg gehindert werden sollte. Die Angelegenheit konnte beigelegt werden, und schon im Folgejahr konnten die Katholiken ihre Prozession ungehindert abhalten.
Der Burloer Grenzvertrag wurde in einer hoch- und einer niederdeutsch verfassten Ausfertigung erstellt, die jeweils von den Vertretern beider Delegationen unterschrieben und besiegelt wurden. Das hochdeutsche Exemplar war für die Münstersche, das niederdeutsch gehaltene für die geldrische Seite bestimmt. Die Burloer Konvention wurde vom Herzogtum Geldern und der Grafschaft Zutphen am 15. August 1766, vom Hochstift Münster am 6. September 1766 ratifiziert.

## Erneuerung der Grenzmarkierungen

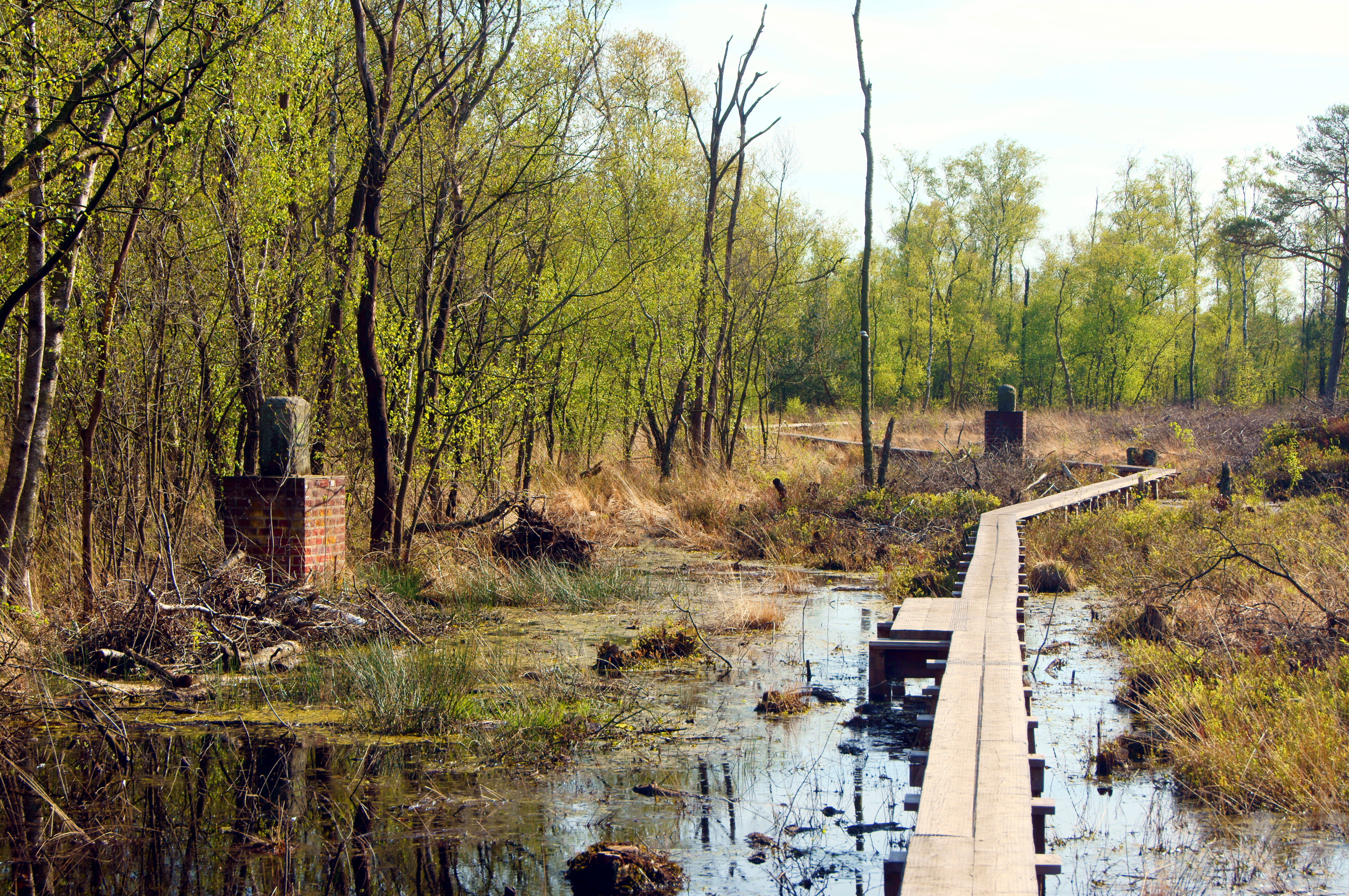
Aufgemauerte Fürstensteine im Burlo-Vardingholter Venn

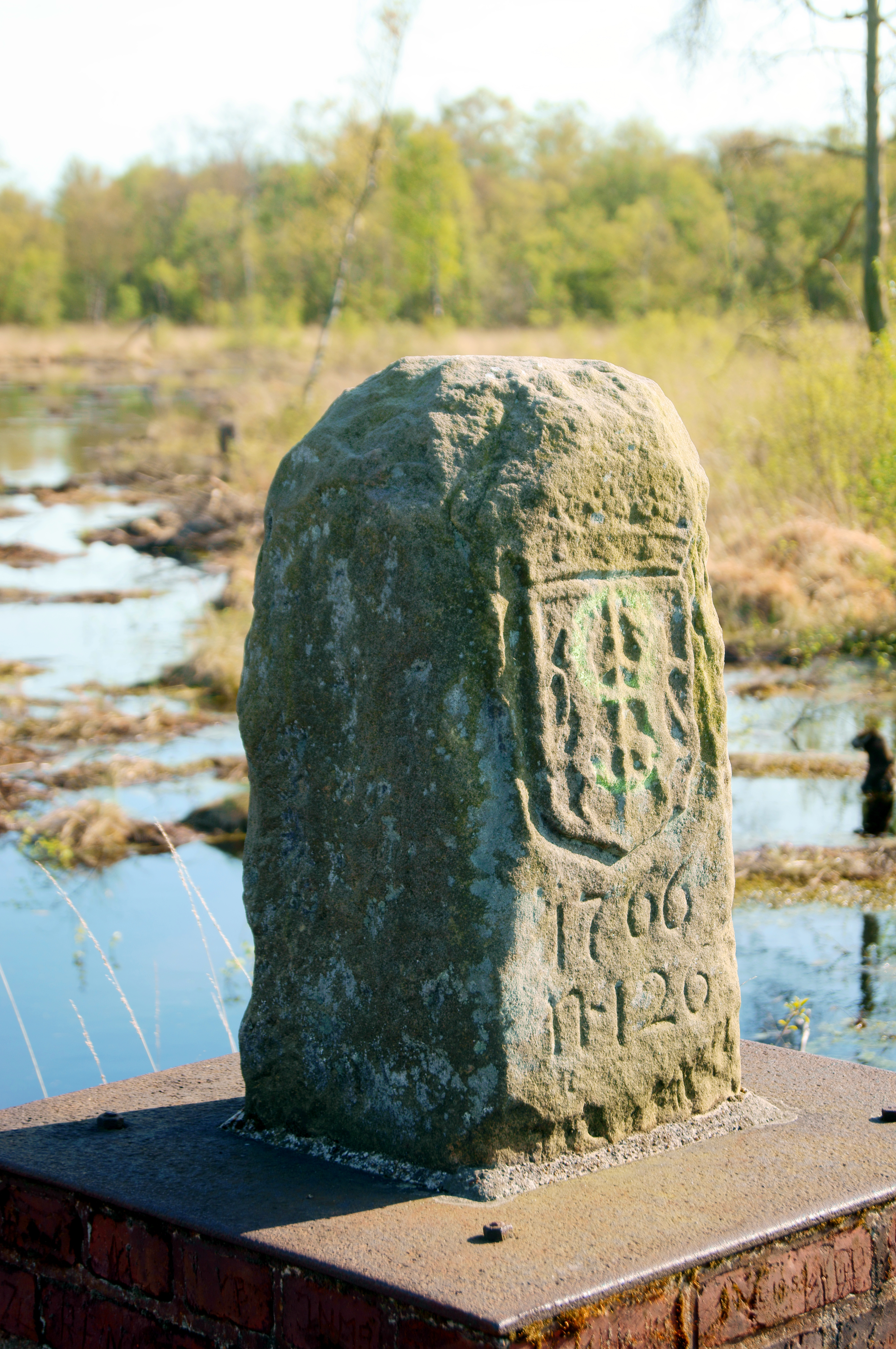
Zwei geldrische Löwen zieren die Steine auf niederländischer Seite

Die Vereinbarung von Burlo sah vor, die Grenze zu versteinen, d. h. mit dauerhaften Grenzmarkierungen in Form solider Grenzsteine zu versehen. An allen markanten Punkten sollten (heute) sogenannte Fürsten- oder Wappensteine gesetzt werden, die auf niederländischer Seite mit dem geldrischen Löwenwappen und auf münsterischer Seite mit dem fürstbischöflichen Balkenwappen versehen werden sollten. Weniger bedeutende Zwischensteine sollten als kleinere Lettersteine ausgefertigt werden, die anstatt der Wappen lediglich die Buchstaben G für Geldern bzw. M für Münster tragen sollten. Die entsprechenden Stellen wurden zunächst mit einem „Paal von gemeinem schlechten Holt“ vorläufig markiert. Die Grenze wurde von den Landmessern Johan Henrich Claessen (Münster) und J. G. J. van Hasselt (Geldern) kartiert, wobei auch die grenzüberschreitenden Rechte festgehalten wurden.
1766, im Jahr nach Abschluss der Burloer Konvention, gab die deutsche Seite die Steine in Auftrag, die entlang der münsterisch-geldrischen Grenze vom Gelders End bei Eibergen an der Grenze zur Provinz Overijssel und der Rietstapper Brücke (Nr. 186) am Übergang zur Herrschaft Anholt ganz im Westen des heutigen Kreises Borken aufgestellt werden sollten. Dazu reiste der Ahauser Amtsvogt am 17. Juni 1766 nach Bentheim zum Steinhauer Wender Ackerstaff, bei dem er die Quader aus örtlichem Sandstein bestellte. Insgesamt wurden 206 Steine geordert, davon 110 große im Format 5/4 × 5/4 × 5 Fuß und 96 kleine von 1 × 1 × 4 Fuß. Die großen Blöcke waren doppelt so teuer wie die kleinen. Insgesamt belief sich die Rechnung für die Rohlinge auf 189 Gulden und einen Stüber; sie wird heute im Staatsarchiv Münster aufbewahrt.
Bereits am 5. Juli 1766 war ein Großteil der Sandsteinblöcke in Ahaus eingetroffen, wo der Bildhauer Barenbrügge die künstlerische Weiterbearbeitung der Steine vornahm. Der Transport nach Ahaus, der von Bauern des Umlandes ausgeführt wurde, war mehr als dreimal so teuer wie der Ankauf der Rohlinge. Die Kosten für das Anbringen der Wappen, der Jahreszahl 1766 und der Nummerierung der Steine belief sich auf 198 Reichstaler, 14 Schilling und 11 Pfennig, entsprechend 367 Gulden und 17 Stüber. Barenbrügges Rechnung wurde für 190 Steine, davon 137 große und 53 kleine Limitsteine ausgestellt. Woher die Differenzen zur Zahl und Größe der gelieferten Rohlinge stammen, ist unklar. Von Ahaus wurden die Steine mit Karren an die Grenze in die Nähe ihrer endgültigen Standorte verfrachtet.
Am 20. September 1766 traf man sich an der Niekerk, dem Standort einer der ehemaligen Notkapellen für die Haaksberger Katholiken, um die ersten Grenzsteine aufzustellen. Bevor es an die Arbeit ging, wurden die Ratifizierungsurkunden zur Burloer Konvention ausgetauscht. Wegen der Differenzen zwischen Geldern und Overijssel bezüglich ihrer provinzinternen Grenzangelegenheiten wurde der Dreiländerstein mit der Nr. 1 am Gelders End zunächst noch nicht gesetzt, und man ging zur Nr. 2 über, die bei der Niekerk aufgestellt wurde. Im Verlauf eines guten Monats wurden bis zum 22. Oktober alle Grenzsteine gesetzt. In Oldenkott, wo die Grenze ein Stück weit dem Lauf der Berkel folgt, wurde jeweils rechts und links des Flusses ein Grenzstein am münsterschen und einer am gegenüberliegenden geldrischen Ufer platziert; als Grenze gilt dort die Flussmitte. Vitus- und Hakenstein, beide 1753 erneuert, wurden in die Reihe der neuen Grenzmarkierungen aufgenommen. Sie erhielten die Nummern 79 bzw. 86. Der Stein 186, der die höchste Nummer trug, stand an der Rietstapper Brücke bei Suderwick/Dinxperlo an der Grenze zur Herrschaft Anholt. Er überstand die letzten Kriegstage 1945 nicht.
Die Grenzsteine unterstanden als hoheitliche Zeichen einem besonderen Schutz. Torfstiche mussten einen Sicherheitsabstand von mindestens sechs Fuß zu ihnen einhalten. Wer Steine entfernte, verrückte oder auch nur seinen Spaten an ihnen wetzte, sollte streng bestraft werden.
Ab den 1780er Jahren wurde festgestellt, dass in den moorigen Gebieten etliche der 1766 gesetzten Steine umgestürzt waren oder sich in Schräglage befanden. Auch einige Vandalismusschäden waren zu beklagen. Die Steine wurden in gemeinsamen Grenzbegehungen wieder aufgerichtet und an Ort und Stelle repariert. Später wurden besonders gefährdete Steine auf einen solide fundamentierten Sockel aus Backsteinen gesetzt, dem oben eine Eisenplatte auflag. Von den im Anschluss an die Burloer Konvention 1766 gesetzten Grenzsteinen haben sich viele bis in die heutige Zeit erhalten.

## Besondere Grenzsteine

### Grenzstein Nr. 1 am „Gelders End“ (Jurisdictiepaal)
Der Stein mit der Nummer 1 (Koordinate) sollte das Dreiländereck am Zusammentreffen des Hochstifts Münster mit den niederländischen Provinzen Overijssel und Geldern markieren. Zwar traf man sich am 20. September 1766 am vorgesehenen Ort, jedoch wurde der Stein erst im August 1773 gesetzt, nachdem 1769 auch einige strittige Punkte zwischen Geldern und Overijssel über ihre gemeinsame Grenzfrage beigelegt werden konnten. Bis dahin war das Dreiländereck durch einen als Jurisdictiepaal bezeichneten Pflock gekennzeichnet. Das overijsselsche Wappen mit Löwe und stilisierter IJssel wurde am Stein erst im Jahr der Setzung eingemeißelt, ebenso die Jahreszahl 1773. Der Stein ist Ausgangspunkt für die Zählung sowohl auf overijsselscher als auch auf geldrischer Seite, beide Seiten tragen die Nummer 1.

### St.-Vitus-Stein
Der St.-Vitus-Stein (Koordinate) befindet sich am Grenzpunkt der Kirchspiele Südlohn, Vreden und Winterswijk. Früher grenzte zudem auch Stadtlohn hier an. Ein an diesem Ort befindlicher Grenzpfahl wurde bereits 1590 erneuert. Vermutlich hat sich an dieser Stelle bereits seit Zeit der Gründung der Pfarrei St.-Vitus Südlohn im Jahr 1231 eine Grenzmarkierung befunden.
Der Vitus-Stein wurde am 29. Oktober 1753 als Ersatz für einen in die Jahre gekommenen alten Grenzpfahl aufgestellt. Er ist reich verziert und trägt neben dem Münsterschen Balken- und dem geldrischen Löwenwappen die Beschriftung „Renovatum 1753“. Er ist damit älter als die nach der Burloer Konvention gesetzten Steine. Die Nummer 79 gemäß Zählung nach der Burloer Konvention und die Jahreszahl 1766 wurden im Zuge der Setzung der anderen Grenzsteine nachträglich angebracht. Am Stein ist ein Metallplättchen mit der Zahl 788 angebracht, das die Zählung der Steine aus dem 19. Jahrhundert wiedergibt.

### Hakenstein
Zusammen mit dem St.-Vitus-Stein wurde 1753 rund zwei Kilometer südlich von diesem unweit des Hesselinkweges am Waldrand der Hakenstein gesetzt (Koordinate). Auch er war Ersatz für einen verrotteten Holzpfahl. Der Hakenstein wurde ebenfalls in die Zählung der 1766 aufgestellten Grenzsteine einbezogen und erhielt die Nummer 86. Bei ihm sind über den Wappen die Schriftzüge „Hertogdom Geldern“ bzw. „Fürstbistum Münster“ noch erkennbar. Beim St.-Vitus-Stein waren diese Inschriften ursprünglich ebenfalls vorhanden, sind inzwischen aber abgestoßen bzw. nicht mehr kenntlich.
Sogenannte Hakensteine markierten früher Punkte, an denen die Grenze signifikant ihre Richtung änderte. Etwas im Dunkeln liegt die Herkunft der Bezeichnung für diesen Stein, da die Grenze an seinem Standort keine grundsätzliche Richtungsänderung erfährt. Ein Hakenpfahl stand ursprünglich etwas weiter südlich. Nach neuer Zählung trägt der Stein die Nummer 784 B.

Ausgewählte Grenzsteine aus dem 18. Jahrhundert zwischen niederländischem Achterhoek und Westmünsterland
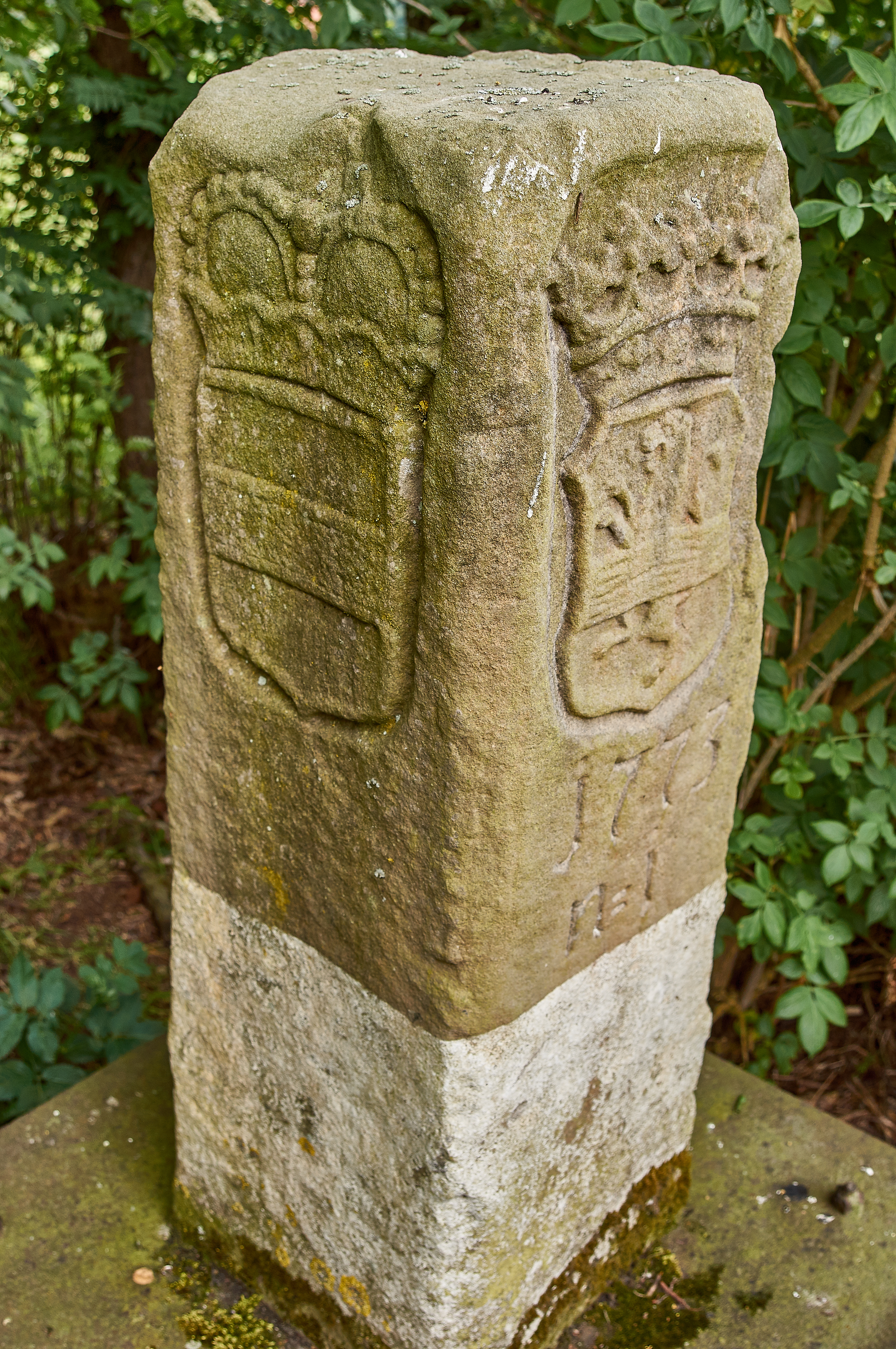
Jurisdictiepaal im Schnittpunkt von Münster, Geldern und Overijssel
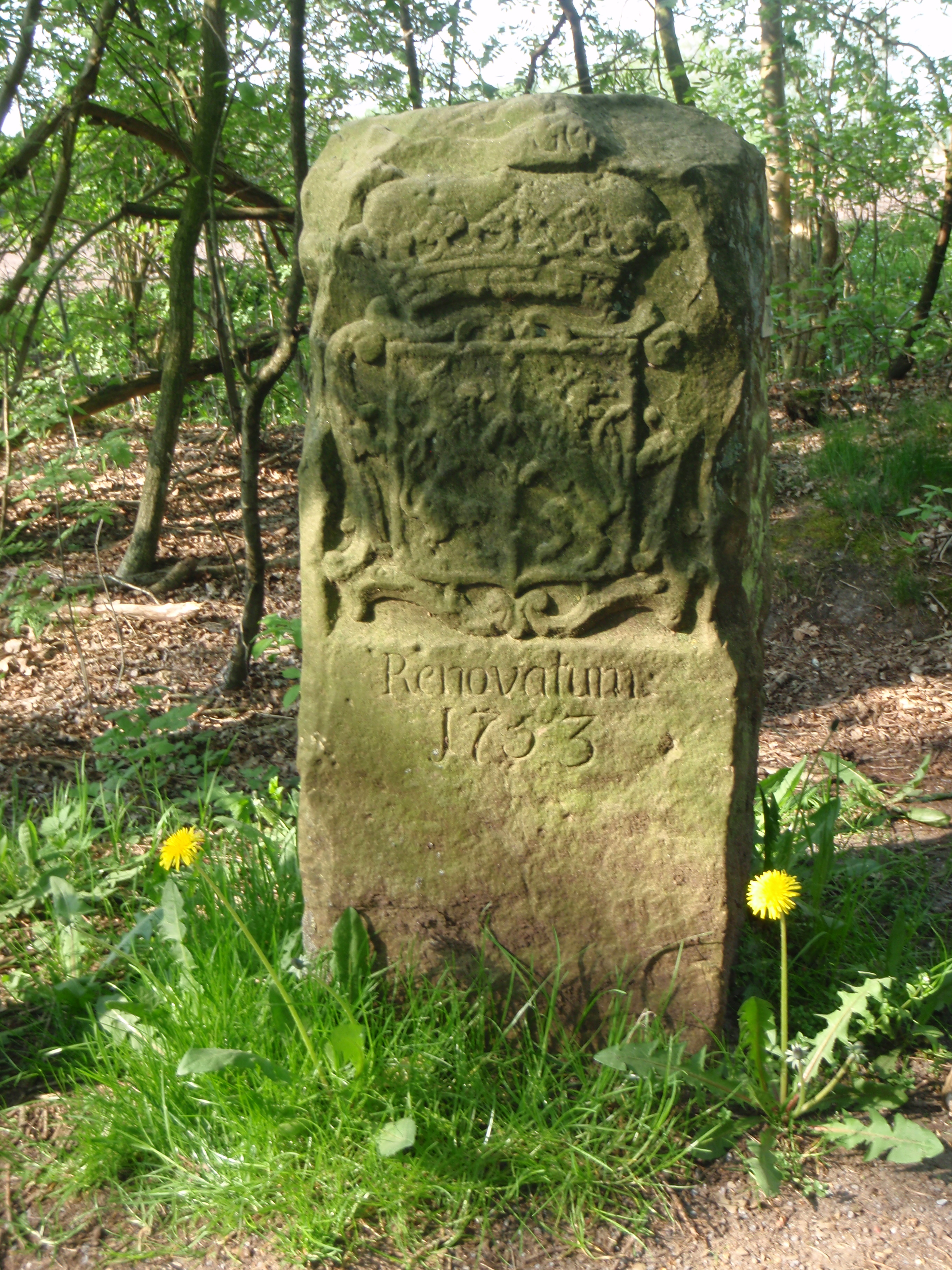
St.-Vitus-Stein, 1753 neu gesetzt
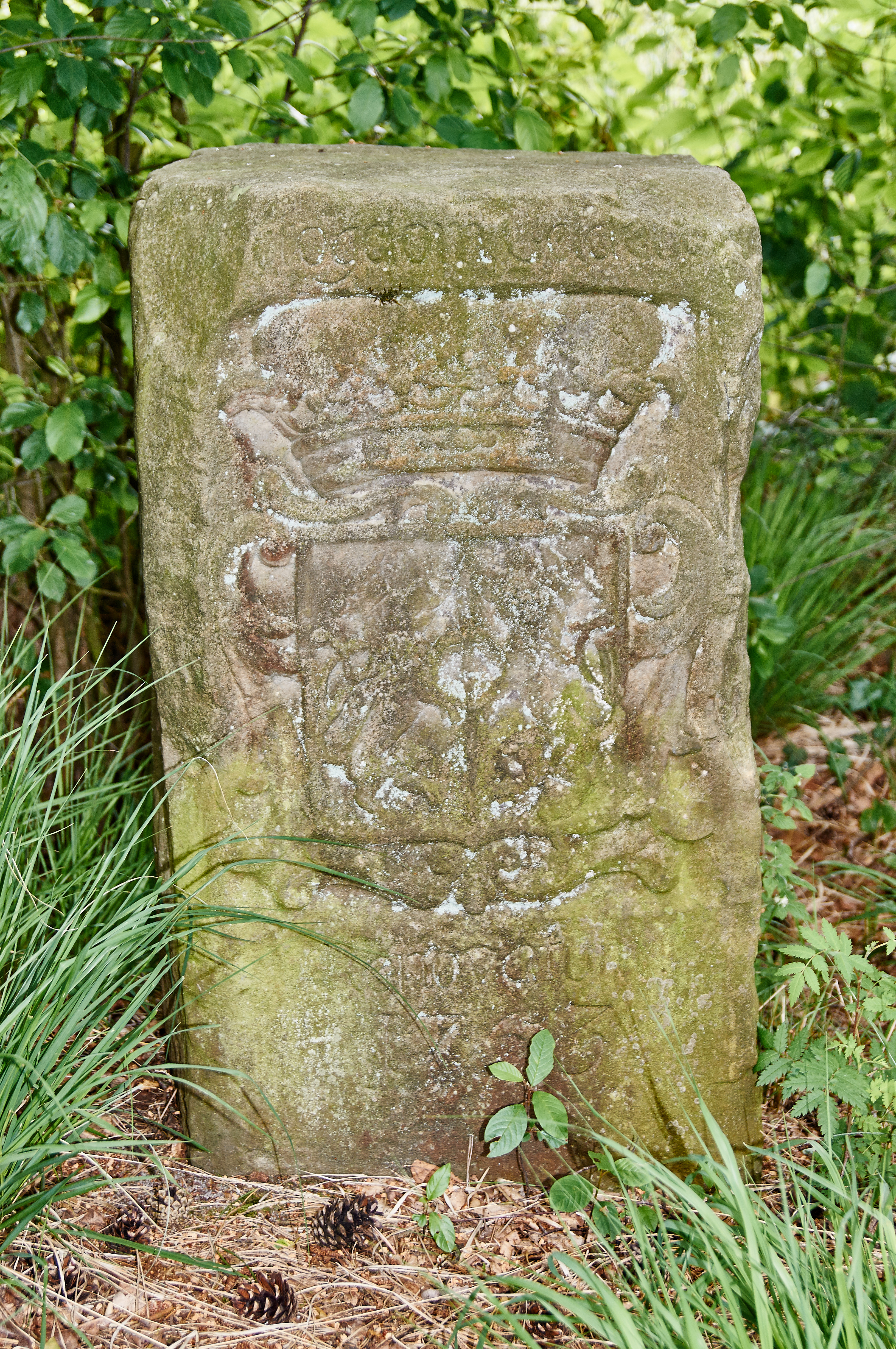
Hakenstein, ebenfalls 1753 erneuert
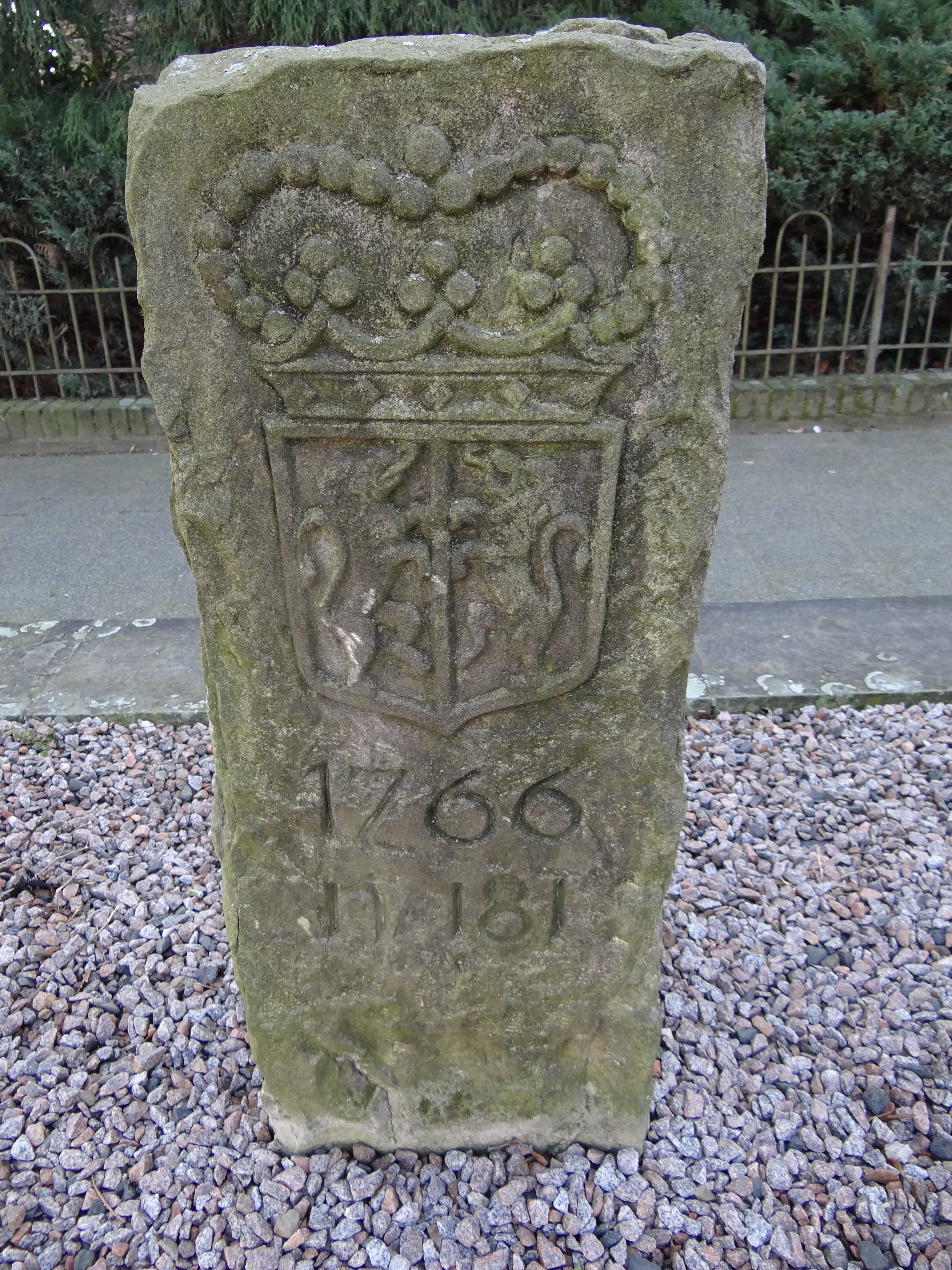
Fürstenstein von 1766 mit geldrischem Wappen bei Dinxperlo/Suderwick
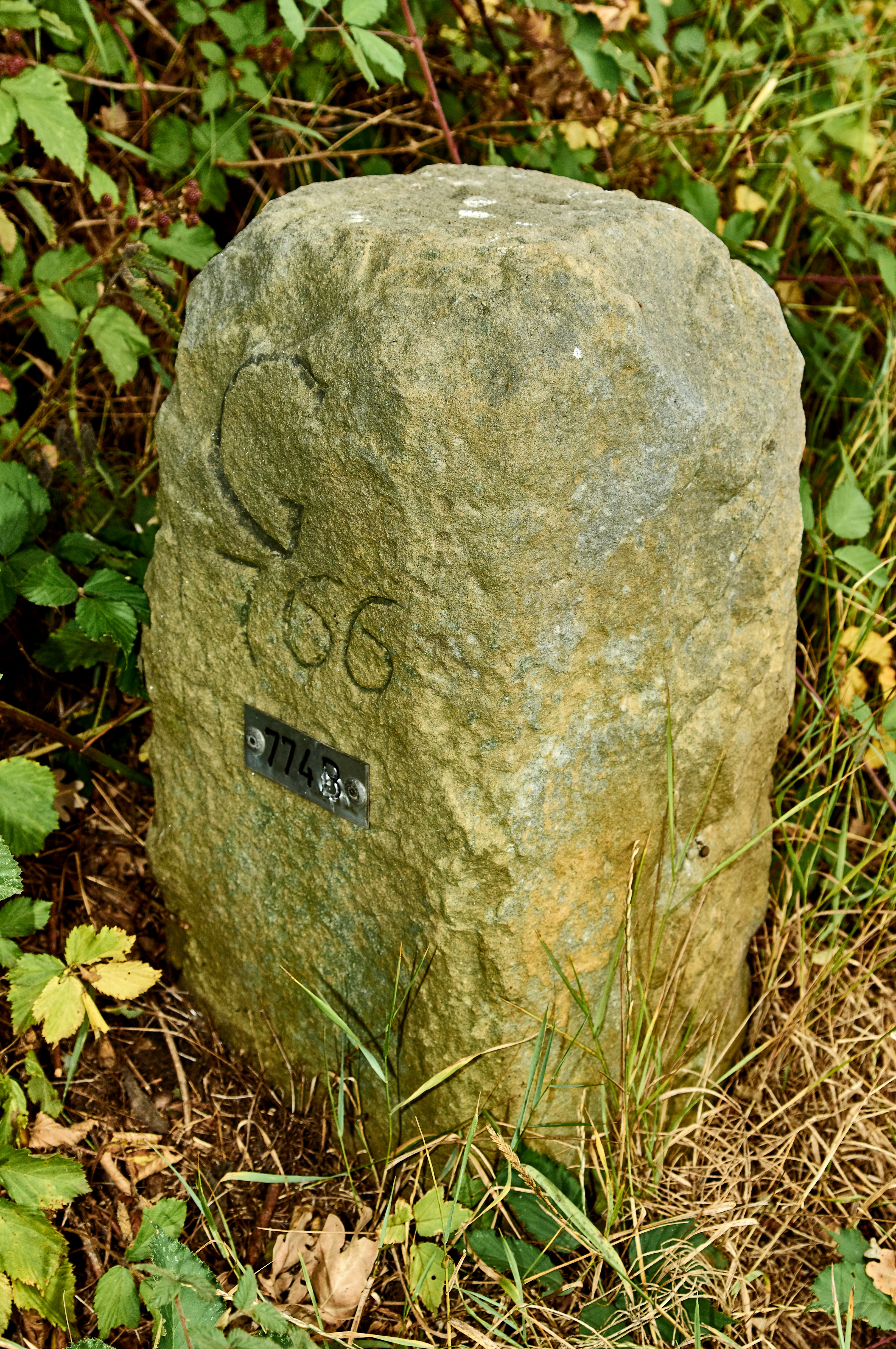
Letterstein am Sandheck bei Oeding

## Entwicklungen seit Unterzeichnung der Burloer Konvention

### Vom Ende des Heiligen Römischen Reiches bis zum Wiener Kongress
Das Hochstift Münster bestand nach Inkrafttreten der Burloer Konvention nur noch vergleichsweise kurze Zeit. Im Zuge der Säkularisation fiel ein Großteil des Hochstifts Münster an Preußen. Treibende Kraft zur Entmachtung der Kirche und ihrer Besitztümer war Frankreich, das 1795 das linke Rheinufer und die Niederlande besetzt hatte. Die ehemaligen Ämter Ahaus und Bocholt gingen 1803 zusammen mit der Herrschaft Anholt im Fürstentum Salm mit der Hauptstadt Bocholt auf (Reichsdeputationshauptschluss), 1806 kam mit Inkrafttreten der Rheinbundakte auch die ehemals reichsunmittelbare Herrschaft Gemen dazu. Das Fürstentum wurde als Kondominium der Häuser Salm-Salm und Salm-Kyrburg regiert, die damit für ihre linksrheinischen Gebietsverluste entschädigt wurden.
In den von französischen Truppen besetzten Niederlanden löste bereits 1795 die Batavische Republik die Republik der Sieben Vereinigten Provinzen ab. Die Batavische Republik bestand ab 1798 aus acht Départements nach französischem Vorbild. Sie wurde ihrerseits 1806 in das Königreich Holland umgewandelt, dem Louis Bonaparte, der Bruder des französischen Kaisers Napoleon, vorstand. Nachdem Napoleon über einige Entwicklungen im Königreich Holland, insbesondere bei der Durchsetzung der Kontinentalsperre gegen das Britische Weltreich, unzufrieden geworden war, annektierte er 1810 den Satellitenstaat, der damit Teil des Französischen Kaiserreichs wurde. Der Handelskrieg gegen Großbritannien führte dazu, dass Napoleon per Dekret vom 26. Dezember 1810 ganz Norddeutschland nördlich einer Linie von Wesel bis nach Lauenburg an der Elbmündung seinem Reich einverleibte. Damit verlor auch das Fürstentum Salm zum 28. Februar 1811 seine Unabhängigkeit und wurde Teil des Französischen Kaiserreichs. Seine Gebiete fielen an das Département de l’Yssel-Supérieur (Oberijssel). Die in der Burloer Konvention ausgehandelte Grenze war damit vorübergehend zur Bedeutungslosigkeit herabgesunken. Doch schon die Errichtung des neuen Départements de la Lippe mit der Hauptstadt Münster am 27. April 1811, mit der die „deutschen“ Gebiete aus dem Département Yssel-Supérieur herausgelöst wurden, stellte die alte Grenze wieder her. Allerdings war sie jetzt zur Trennlinie zweier Gebietskörperschaften desselben Staates herabgestuft worden.
Nach den Niederlagen Napoleons im Russlandfeldzug und der Völkerschlacht bei Leipzig 1813 erlangten die Niederlande ihre Unabhängigkeit zurück. Das Münsterland wurde mit dem Abzug der Franzosen von preußischen Truppen besetzt. Gemäß der Beschlüsse des Wiener Kongresses zur Neuordnung Europas wurden 1815 im Königreich der Vereinigten Niederlande auch die südlicheren Territorien des heutigen Belgien und Luxemburgs mit den nördlichen Provinzen vereinigt. Frankreich musste alle annektierten Gebiete abgeben, das Westmünsterland wurde als Teil der Provinz Westfalen dem Königreich Preußen zugeschlagen; zur Provinzialhauptstadt wurde Münster ernannt. Die 1765 mit der Burloer Konvention festgelegte Grenze trennte damit wieder zwei unabhängige Staaten, ihr Verlauf wurde im preußisch-niederländischen Traktat von Kleve vom 7. Oktober 1816 bestätigt; auf niederländischer Seite gelegene Grundbesitztümer von deutschen Landwirten werden seitdem als Traktatländereien bezeichnet. Im selben Jahr wurden die Altkreise Ahaus und Borken eingerichtet, die bis zum 31. Dezember 1974 bestanden.

### Neuordnung der Bistumsgrenzen
1821 wurden mit der päpstlichen Bulle De salute animarum die Bistumsgrenzen an die neuen politischen Gegebenheiten angepasst. Die Diözese Münster gab die im Achterhoek gelegenen, schon im 18. Jahrhundert restaurierten Pfarreien Aalten, Borculo, Bredevoort, Eibergen, Groenlo, Lichtenvoorde und Winterswijk an das Bistum Utrecht ab. Zu diesen sieben Sprengeln zählten rund 7740 Katholiken (Stand 1817). Die Westgrenze des Bistums Münster entspricht seitdem im Bereich der Kreise Borken und Ahaus der Staatsgrenze.

### Preußische Grenzmarkierungen aus dem 19. Jahrhundert

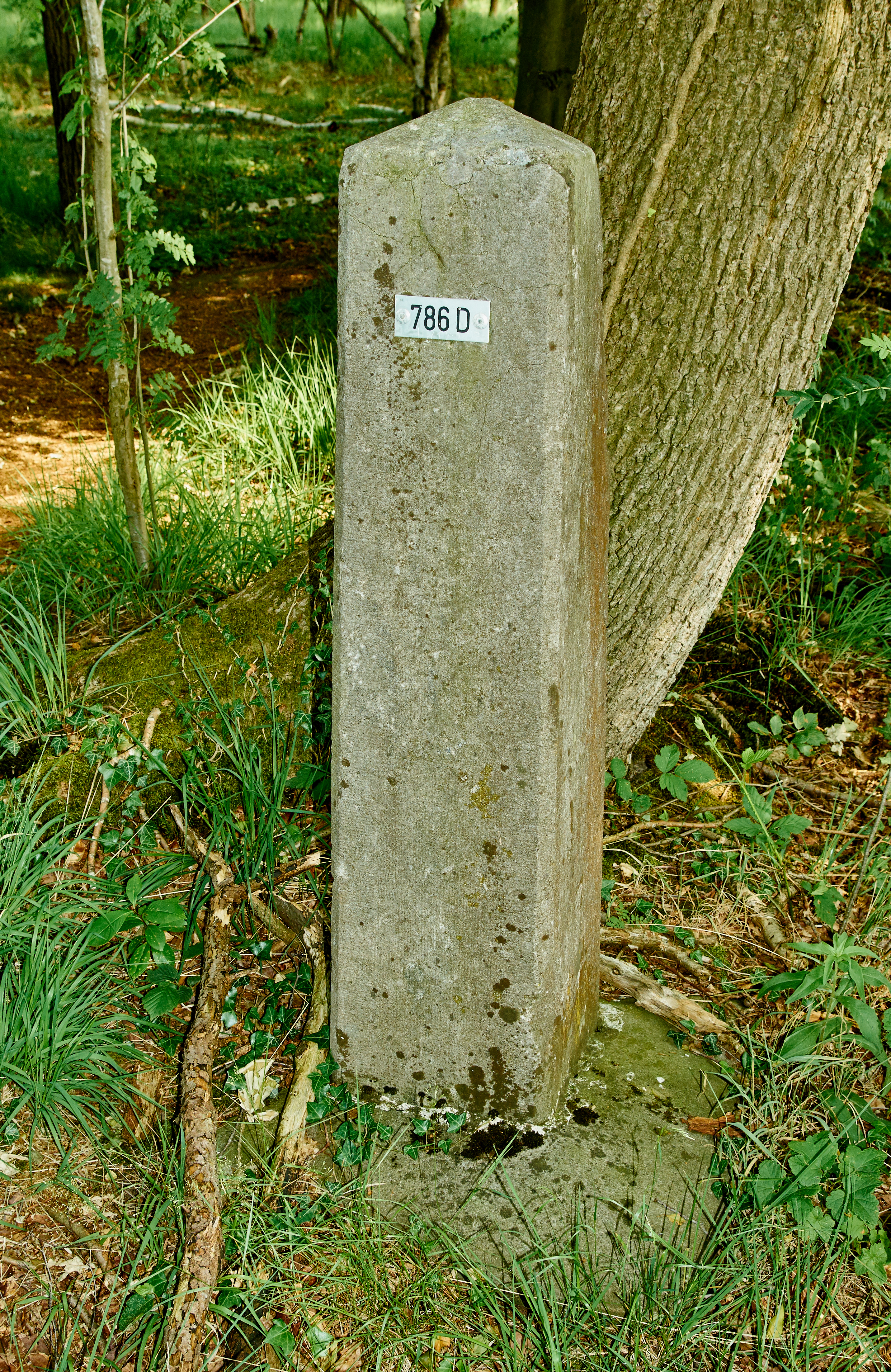
Reichsstein Nr. 786D zwischen Südlohn und Ratum

Das Klever Traktat sah vor, die gemeinsame Grenze zwischen Preußen und den Niederlanden zwischen der Grenze zu Frankreich im Süden und dem Königreich Hannover im Norden mit neuen Grenzmarkierungen zu versehen. 1817 wurden zwischen dem luxemburgischen Ort Schengen und Gronau eichene Holzpfähle gesetzt, die auf preußischer Seite schwarz-weiß, auf niederländischer Seite orange-weiß gestrichen waren. Im Bereich der durch die Burloer Konvention ausgehandelten Grenze ergaben sich dadurch keine Änderungen, die neuen Pfähle wurden zwischen die bestehenden Grenzsteine von 1766 gesetzt. Zum Teil sorgten mangelhafte Ausführungen und Versäumnisse bei den zuständigen Bürgermeistern dafür, dass die Abpfählung erst rund zwei Jahre später abgeschlossen werden konnte. Die beiden letzten dieser Pfähle hatten sich im Burlo-Vardingholter Venn bis in die zweite Hälfte des 20. Jahrhunderts erhalten. Der letzte von ihnen wurde im Juni 1967 aus dem Boden gerissen und ins Moor geworfen.
Bereits 1820 kamen Vorschläge auf, die hölzernen Grenzmarkierungen durch dauerhaftere Steinzeichen zu ersetzen. Es dauerte jedoch rund 80 Jahre, bis die Grenze durchgehend mit den neuen Obelisken aus Blaubasalt, Basaltlava oder Sandstein versteint war, die heute landläufig als Reichs- oder Bismarcksteine bezeichnet werden.

### Geringfügige Grenzänderungen im 19. Jahrhundert
Das in der Burloer Konvention festgeschriebene grenzüberschreitende Weiderecht nach dem ius compascuum ductu naturae behinderte die Markenteilung und damit die landwirtschaftliche Entwicklung entlang der Grenze. Ab 1821 wurden daher bilaterale Verhandlungen aufgenommen, die am 11. April 1827 in Coesfeld in einer Übereinkunft endeten. Diese sah vor, das grenzüberschreitende Weiderecht komplett abzuschaffen. Da dies einige Härten für betroffene Landwirte und Hirten bedeutet hätte, wurde ein Ausgleich vollzogen, bei dem die 1765 in Burlo festgelegte Grenzlinie in einigen Teilbereichen leicht verändert wurde. Anschließend wurden die von der Veränderung betroffenen Grenzsteine an die neue Demarkationslinie versetzt.
1873/74 wurde die Rietstapper Brücke an der Grenze zu Anholt an Preußen übertragen, das von nun an auch für Pflege und Unterhalt des Aa-Übergangs zuständig war. An einem Abschnitt des Hellwegs zwischen Suderwick und Dinxperlo wurde eine Reihe Grenzsteine leicht versetzt. Schließlich wurde 1879 die Grenze zur Bauerschaft Woold durch Setzung einiger Zwischensteine leicht verändert und die Mitte des Baches Dambeek zur Grenze erklärt.

### Das Zollwesen zwischen Westmünsterland und Achterhoek

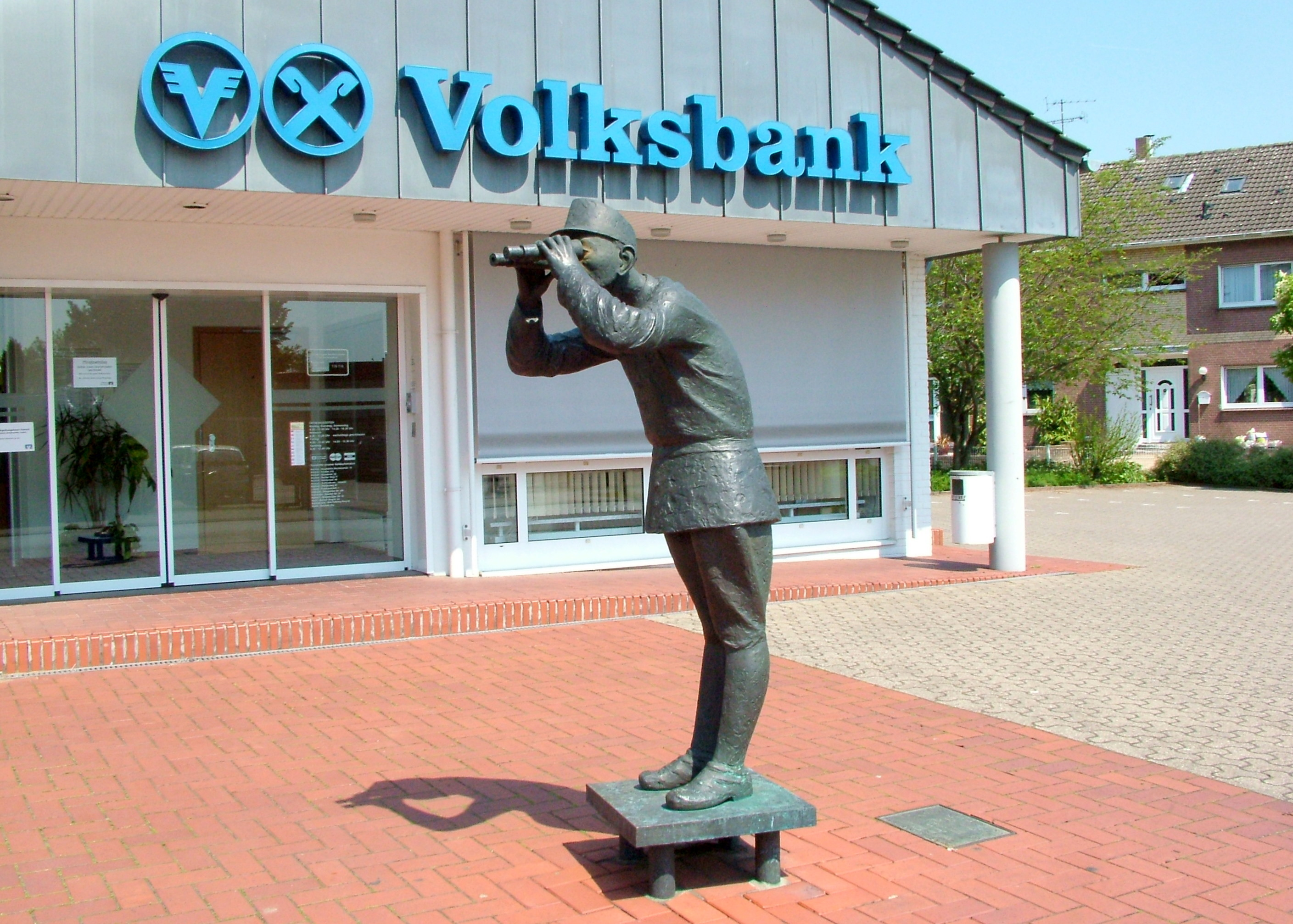
Zöllnerdenkmal in Suderwick

Bis etwa zum Jahr 1800 war den Menschen fast überall der ungehinderte Grenzübertritt gestattet. Wegegeld wurde bis dahin nur in Einzelfällen erhoben. Als Napoleon Bonaparte sich anschickte, die Herrschaft über Europa anzutreten, verhängte er 1806 die Kontinentalsperre über die britischen Inseln, um das Vereinigte Königreich mit Mitteln des Wirtschaftskrieges in die Knie zu zwingen. Schon während dieser Zeit wurden französische Zöllner, sogenannte Douaniers, und Militärs zur Bewachung der Grenze ins Fürstentum Salm verlegt.
Das eigentliche Zollwesen wurde nach dem Wiener Kongress mit dem preußischen Zollgesetz vom 26. Mai 1818 installiert. Damit war der Grenzübertritt nur an offiziellen Grenzübergängen gestattet, für die Einfuhr von Waren über die Grenze wurden Importzölle erhoben, die in erster Linie als Schutzzölle für die eigene Wirtschaft dienten, und es wurden spezielle Grenzdokumente erforderlich. Im grenznahen Bereich wurden Zollgrenzbezirke geschaffen, für die besondere Regelungen galten. Zum wichtigsten Grenzübergang in dem von der Burloer Konvention erfassten Grenzabschnitt bildete sich die Zollstation in Oeding an der Straße von Münster über Coesfeld nach Winterswijk heraus. Dem Hauptzollamt Rheine waren die Nebenzollämter Maxhafen, Gronau, Alstätte, Vreden, Bocholt und Anholt unterstellt. 1828 wechselte die Zuständigkeit zum Hauptsteueramt Coesfeld, das für Zoll- und Verbrauchssteueraufsicht zuständig war. Diesem waren die Nebenzollämter I. Klasse in Anholt, Bocholt, Oeding, Vreden, Beßlinghook und Gronau sowie die Zollämter II. Klasse in Ellewick (Zwillbrock), Glanerbrücke, Argena (Anholt), Kreuzkapelle (Barlo), Oldenkott und Suderwick zugeordnet. 1854 wechselte das Hauptzollamt ins grenznähere Vreden. 1908 wurde in Gronau ein neues Hauptzollamt aus Teilen des Vredener und des Münsterschen Zollamtes ins Leben gerufen, um der gestiegenen Bedeutung der stark gewachsenen Industriestadt und der starken Frequentierung des nahen Grenzübergangs Glanerbrücke Rechnung zu tragen. Das Vredener Amt wurde 1935 nach Borken verlegt, das an der grenzüberschreitenden wichtigen Bahnlinie vom Ruhrgebiet nach Zutphen lag. 1966, fünf Jahre nach Einstellung des Personenverkehrs auf dieser Strecke, wurden die Dienststellen in Borken und Gronau zum Hauptzollamt Gronau zusammengelegt, das im Zuge der Schaffung des europäischen Binnenmarktes und dem Fortfall der Grenzkontrollen im Schengen-Raum später aufgelöst wurde.
Zwischen Gronau und Anholt gab es mit Bocholt-Hemden, Südlohn-Oeding und Gronau-Glanerbrücke drei Hauptgrenzübergänge, von denen zuletzt Oeding und Gronau rund um die Uhr besetzt waren. In Hemden und an den kleineren Stationen wie Oldenkott, Zwillbrock, Vreden-Gaxel und Barlo wurden nachts die Schlagbäume herabgelassen.
Mit Einführung des Zollwesens blühte wie anderswo auch zwischen Westmünsterland und Achterhoek der Schmuggel auf. Dieser betraf Verbrauchswaren wie Kaffee, Tabak und Alkoholika, aber auch Vieh und Pferde wurden teilweise in großem Umfang „schwarz“ über die Grenze gebracht. Eine Hochzeit des Schmuggels erlebte die Region als Folge des Währungsverfalls im Anschluss an den Ersten Weltkrieg. Das Thema wird thematisch vom Radwanderweg Schmuggelroute (niederländisch: Smokkelroute) aufgegriffen, der bei Bocholt, Isselburg und Anholt die Grenze begleitet.

### Dinxperlo und Suderwick – eine besondere Geschichte

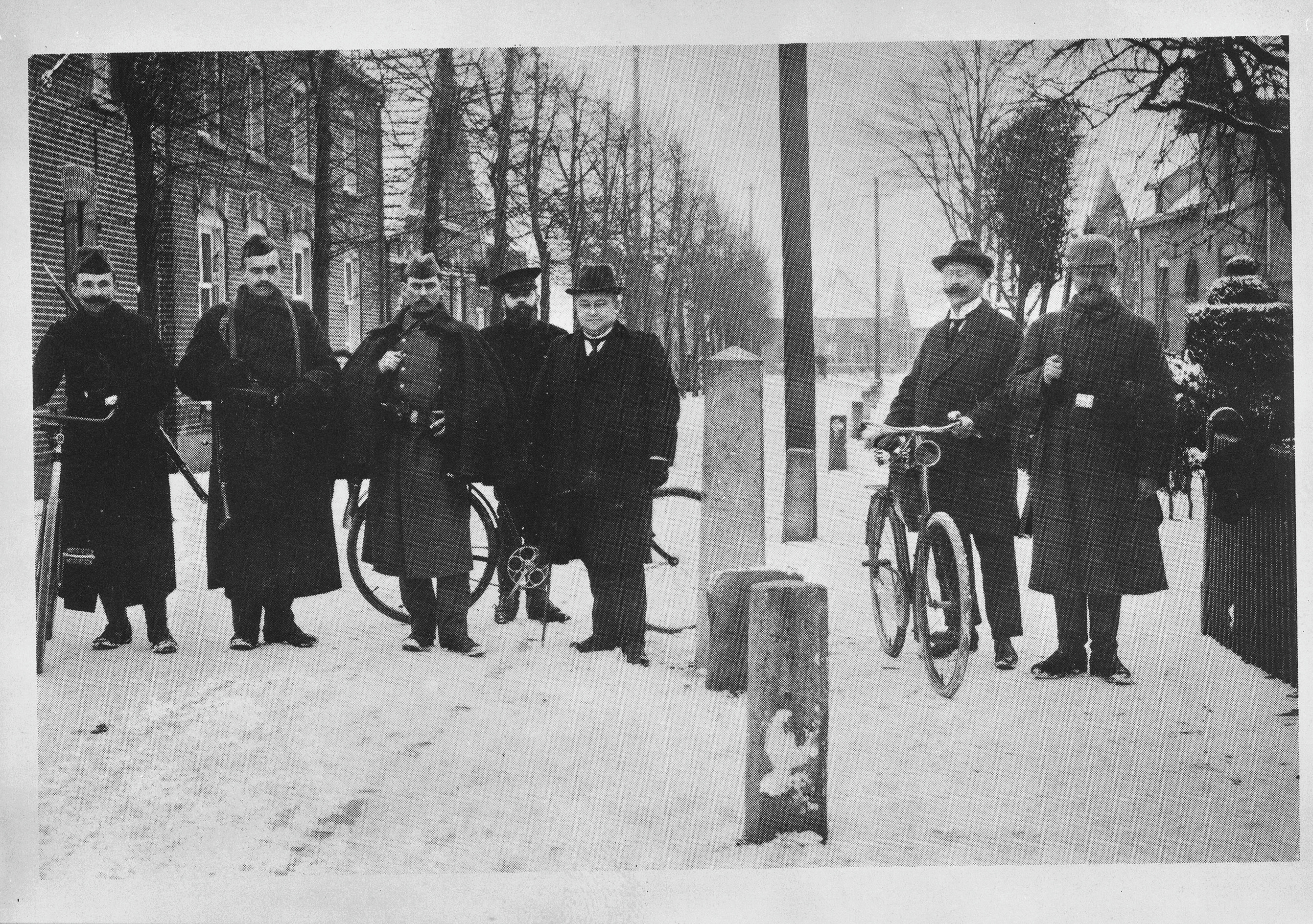
Grenze zwischen Suderwick und Dinxperlo in einer alten Ansicht

Zwischen den Nachbargemeinden Dinxperlo und Suderwick verläuft die Staatsgrenze entlang des Hellwegs, der in voller Breite niederländisch ist. Zweimal wurden im 20. Jahrhundert beide Ortschaften durch bauliche Maßnahmen voneinander getrennt. Im Ersten Weltkrieg (1914–1918) errichteten die Niederländer einen hohen Zaun, um ihre Neutralität zu unterstreichen und Schmuggel zu unterbinden. Der Zaun wurde jedoch nicht unmittelbar an die Grenze, sondern entlang der Bordsteinkante auf der geldrischen Seite gesetzt, damit die Suderwicker vereinbarungsgemäß die Straße weiterhin nutzen konnten. Das zweite Mal, diesmal von deutscher Seite, wurde die Grenze im Zweiten Weltkrieg versperrt. Ab dem 26. Dezember 1939 wurde ein zweieinhalb Meter hoher Stacheldrahtzaun errichtet, um Verfolgte des NS-Regimes an der Flucht zu hindern. Die Barriere wurde während der Operation Plunder beim Einmarsch der Alliierten Ende März 1945 niedergewalzt, jedoch schon bald von den Niederlanden durch eine Rolldrahtverbauung ersetzt. Die britische Besatzungsmacht richtete nach Kriegsende auf der deutschen Seite der Grenze eine Grenzsicherungszone ein. De facto handelte es sich um einen Streifen Niemandsland von ein bis zwei Kilometer Breite, der nicht betreten werden durfte, um Grenzübertritte und Schmuggel zu verhindern. Als Folge wurde Suderwick Anfang Mai 1945 zwangsevakuiert. Im November 1945 wurde die Sperrzone in Suderwick auf eine Breite von etwa 500 m reduziert, und die meisten Häuser, oftmals geplündert und ihrer Dachpfannen beraubt, konnten wieder bezogen werden.
In den Niederlanden kamen nach Kriegsende Überlegungen auf, sich für das erlittene Unrecht durch die Annexion deutscher Gebiete entschädigen zu lassen. Wenn auch die Pläne im Großen nicht umgesetzt wurden, wurden 1949 65,8 Hektar Suderwicks annektiert, 348 Einwohner der Grenzgemeinde wechselten unfreiwillig auf die andere Seite der Grenze. Erst am 1. August 1963 kam „Suderwick-West“ wieder an die Bundesrepublik zurück, nachdem der Deutsch-Niederländische Staatsvertrag die nach dem Krieg noch offenen Probleme der beiden Nachbarstaaten einer Lösung zugeführt hatte. Damit war die Grenze zwischen Suderwick und Dinxperlo – abgesehen von einem kleinen Flächentausch – wieder auf die schon bei Abschluss der Burloer Konvention geltende Linie von 1765 zurückgesetzt worden.

## Themenwanderweg „Kommiesenpatt – Kommiezenpad“
In einem deutsch-niederländischen Gemeinschaftsprojekt haben die Gemeinden Südlohn und Winterswijk einen Kommiesenpatt (niederländisch: Kommiezenpad) genannten Themenwanderweg angelegt (plattdeutsch „Kommiese“ = Zöllner, „Patt“ = Weg, Pfad). Der 17,9 Kilometer lange Hauptwanderweg führt beiderseits der Grenze auf alten Kontrollwegen und Schmugglerpfaden vorbei an den historischen Grenzmarkierungen vom St.-Vitus-Stein zum Kloster Mariengarden, wo die Burloer Konvention geschlossen wurde. Vier Rundwanderwege ergänzen die Hauptstrecke und führen u. a. auch ins Burlo-Vardingholter Venn, das Teil eines grenzüberschreitenden Hochmoorgebietes ist. Teile des Kommiesenpatts können auch mit dem Fahrrad, als Reiter oder per Kutsche zurückgelegt werden. Das Projekt wurde zu 50 % von den Gemeinden Südlohn und Winterswijk finanziert, die andere Hälfte kam aus EU- und EUREGIO-Fördermitteln. Zum Kommiesenpatt ist eine zweisprachige (deutsch/niederländisch) Broschüre aufgelegt worden, die bei den Grenzlandgemeinden erhältlich ist.

## Jubiläumsaktivitäten 2015
Am 24. Oktober 2015 wurde in einem Festakt im Forum des Burloer Gymnasiums Mariengarden an den 250. Jahrestag der Unterzeichnung der Burloer Konvention erinnert. Zu dieser Veranstaltung unter dem Motto Grenzen verbinden hatten die Grenzlandgemeinden Aalten, Berkelland, Oost Gelre, Winterswijk, Bocholt, Borken, Südlohn, Vreden und die örtlichen Heimatvereine geladen. Im Anschluss wurde die Wanderausstellung 250 Jahre Grenze eröffnet, die während des Jubiläumsjahres an verschiedenen Orten beiderseits der Grenze präsentiert wird. Weitere Aktivitäten schließen sich an. 2016 soll am Rande des Burlo-Vardingholter Venns in der Verlängerung des Vennwegs ein neuer Grenzübergang für Fußgänger und Radfahrer eröffnet werden. Der Winterswijker Marathon wurde am 18. September 2016 grenzüberschreitend ausgerichtet.